# 红军墓 (乐昌市)
红军墓，位于中国广东省韶关市乐昌市九峰镇浆源大王山脚，为乐昌市的一个市级文物保护单位，类型为近现代重要史迹及代表性建筑，公布时间为1978年11月11日。
红军墓的历史年代为1934年冬。